# Kanton Lafrançaise
Der Kanton Lafrançaise war bis 2015 ein französischer Wahlkreis im Arrondissement Montauban, im Département Tarn-et-Garonne und in der Region Midi-Pyrénées. Der Hauptort war Lafrançaise. Vertreter im Generalrat des Départements war zuletzt von 1985 bis 2015 Jacques Roset (MoDem). 

## Gemeinden
Der Kanton bestand aus vier Gemeinden:
| Gemeinde       | Einwohner Jahr | Fläche km² | Bevölkerungsdichte | Code INSEE | Postleitzahl |
| -------------- | -------------- | ---------- | ------------------ | ---------- | ------------ |
| L’Honor-de-Cos | 1.545 (2013)   | 32,07      | 48 Einw./km²       | 82076      | 82130        |
| Lafrançaise    | 2.872 (2013)   | 50,82      | 57 Einw./km²       | 82087      | 82130        |
| Montastruc     | 319 (2013)     | 4,67       | 68 Einw./km²       | 82120      | 82130        |
| Piquecos       | 410 (2013)     | 7,79       | 53 Einw./km²       | 82140      | 82130        |